# Julian Ławrynowicz
Julian Mieczysław Ławrynowicz (ur. 8 kwietnia 1939 w Łodzi, zm. 21 września 2020 tamże) – polski matematyk i fizyk, profesor Uniwersytetu Łódzkiego.

## Życiorys
W 1960 ukończył studia fizyki i matematyki na Uniwersytecie Łódzkim, w 1964 obronił pracę doktorską, w 1968 uzyskał stopień doktora habilitowanego. W 1976 nadano mu tytuł profesora w zakresie nauk matematycznych. Pracował w Instytucie Matematycznym Polskiej Akademii Nauk.
Został zatrudniony na stanowisku profesora w Katedrze Fizyki Ciała Stałego na Wydziale Fizyki i Informatyki Stosowanej Uniwersytetu Łódzkiego. Był promotorem dwunastu przewodów doktorskich z matematyki i trzech z fizyki. Lista jego publikacji liczy ponad 400 pozycji z zakresu matematyki, fizyki, biologii, etyki i historii.
Był profesorem zwyczajnym Ośrodka Badawczego Myśli Chrześcijańskiej Uniwersytetu Łódzkiego, członkiem zarządu Łódzkiego Towarzystwa Naukowego i członkiem Rady Towarzystw Naukowych prezydium Polskiej Akademii Nauk.
W 2011 opublikował obszerną relację o swojej drodze naukowej. Był żonaty z Marią Ławrynowicz, profesor mykologii.
Został pochowany na Starych Powązkach w Warszawie.

## Odznaczenia i wyróżnienia
- 1988 Złoty Krzyż Zasługi[2]
- 2003 Medal Uniwersytetu Łódzkiego w Służbie Społeczeństwu i Nauce[2]
- 2008 Medal Komisji Edukacji Narodowej[2]